# Sergej Chelemendik
Sergej Chelemendik (9. srpna 1957, Kyjev, Ukrajinská sovětská socialistická republika, Sovětský svaz – 5. května 2016, Bratislava, Slovensko) byl ruský spisovatel a také bývalý slovenský politik. Od roku 2006 byl poslancem Národní rady Slovenské republiky za Slovenskou národní stranu.

## Biografie
Pocházel z novinářské rodiny, slovanské jazyky, ruštinu a literaturu studoval na Filologické fakultě Moskevské univerzity. Deset let poté pracoval jako učitel na Vysoké škole překladatelů. Dva roky (1982-1984) pobýval jako profesor na Kubě na univerzitě v Las Villas v Santa Claře. Od roku 1988 působil na Slovensku jako lektor ruského jazyka, přistěhoval se tam s manželkou a dvěma dcerami. Od té doby trvale žil v Bratislavě. Jde o autora asi 30 knih, svá díla vydával v ruštině, slovenštině a v češtině.
Zemřel roku 2016 ve věku 59 let.

### Kontroverze
Ve svých analytických argumentacích zdůrazňuje nadměrný význam Ruska pro Evropu, kritizuje současný vliv amerikanismu v Evropě a obviňuje Spojené státy americké z událostí na Ukrajině (2014) a přípravy světové války.
"Nemyslím, že většina lidí v Evropě považuje Rusko za nepřítele, navzdory obrovskému úsilí propagandy. Myslím, že téměř ve všech evropských oblastech by v čestných volbách vyhrál prezident Putin, když by se jich mohl zúčastnit. Je populárnější než mnozí místní politici." (Sergej Chelemendik, Parlamentní listy, 21.11.2014)